# Marasmiellus juniperinus
Marasmiellus juniperinus är en svampart som beskrevs av Murrill 1915. Marasmiellus juniperinus ingår i släktet Marasmiellus och familjen Marasmiaceae.   Inga underarter finns listade i Catalogue of Life.